# Runar Enberg
Per Runar Enberg, född 14 maj 1955 i Harads, Norrbotten är en svensk regissör och filmfotograf. Han är framförallt känd som dokumentärfilmare, men var också en av medgrundarna till Umeå filmfestival.

## Biografi
Enberg arbetade i unga år som byggnadssnickare och ekonom, men började 1982 utbilda sig inom film. Han har sedan 1989 varit anställd vid Sveriges Television i Umeå som filmfotograf, bildmixer och bildproducent. 
Åren 1982–1998 var Enberg också ordförande för Filmcentrum Norr i Umeå, och som sådan – tillsammans med filmvetarna Stig Eriksson och Thom Palmen – medgrundare till Umeå Internationella Filmfestival där han satt i styrelsen och arbetade med dokumentärfilmsprogrammet från starten 1986 till 1999.
Efter några kortare video- och 16 mm-filmer – bland andra Välja liv (1983), Västerbacken (1985) och Bedragaren (1989) – fick Enbergs timslånga dramadokumentär Skären som var världen – filmen om Kempes Norrbyskär – biografpremiär 1994. Här bidrog Enberg med manus, regi, foto, klippning och musik (tillsammans med Anders Forsberg). Fem år senare, 1999, kom Enbergs första långfilm, dokumentären Dagar vid älven, som följer Vindelälvens lopp från Ammarnäs till Umeå.
År 2000 producerade Enberg musikdramat Himmelriket i mygghål, om violinisten Thomas Andersson och nyckelharpisten Torbjörn Näsbom, för Sveriges Television. Filmen belönades med ett hedersomnämnande på Barents TV-Festival år 2000. Samma utmärkelse förlänades året därpå även filmen BP3 gör en resa – eller finns det bärs i Afrika? Ett slags pendang till den filmen är 2002 års dokumentär om jazzmusikern Tim Hagans; Boogaloo Road – eller finns det espresso i Harads? som Enberg (som stod för regi och foto) också producerade, tillsammans med Marianne Söderberg.

## Filmografi
- Skären som var världen – filmen om Kempes Norrbyskär (1994)
- Dagar vid älven (1999)
- Himmelriket i ett mygghål (2000)
- En pälshistoria  (2000)
- BP3 gör en resa – eller Finns det bärs i Afrika?  (2001)
- Boogaloo Road – eller Finns det espresso i Harads? (2002)
- Under trädet (2003)
- Under mandelträden (2007)